# Sexualität und Wahrheit
Sexualität und Wahrheit (französischer Originaltitel: Histoire de la sexualité) ist der Titel eines vierbändigen Werks des französischen Philosophen Michel Foucault über die Herausbildung der modernen Sexualität in den westlich-abendländischen Gesellschaften.
Der erste Band Der Wille zum Wissen (französisch La volonté de savoir) erschien erstmals im Jahre 1976. Nach einer längeren Veröffentlichungsunterbrechung erschienen 1984, kurz vor Foucaults Tod, der zweite und dritte Band. Der vierte und letzte Band Die Geständnisse des Fleisches (Les aveux de la chair) wurde aufgrund einer testamentarischen Verfügung erst 2018 und damit posthum veröffentlicht.

## Genealogie der Sexualität
Foucault schreibt, dass er Abstand gewinnen will von „diesem so alltäglichen, so jungen Begriff der ‚Sexualität‘“. Es geht Foucault dabei nicht darum, eine bestimmte Position zum Thema Sexualität zu verhandeln, d. h. zum Beispiel sich mit patriarchalen Strukturen auseinanderzusetzen und objektiv existierende, einseitige (männliche) Herrschaftsformen zu kritisieren. Ebenso wenig geht es darum, neue Erkenntnisse zu den Themen Sexualität, Begehren usw. bereitzustellen. Foucault versucht – zugespitzt formuliert – nicht, sich wissenschaftlich mit Sexualität auseinanderzusetzen, sondern er fragt, woher die Dringlichkeit kommt, sich wissenschaftlich mit Sexualität auseinanderzusetzen. Häufig geht Theorie davon aus, sich innerhalb eines bestimmten thematischen Feldes um Erkenntnisse zu bemühen – Foucault hingegen ist an der Tatsache interessiert, dass sich um Erkenntnisse bemüht wird und dass ein bestimmter Bereich (in diesem Fall die Sexualität) als besonders erkennenswert eingestuft wird.
Der Ausdruck „Sexualität“ selbst ist dabei erst vergleichsweise spät – im frühen 19. Jahrhundert – aufgetaucht. Foucault setzt diesen Begriff bzw. die Erfahrung, die dieser Begriff beschreibt, gerade nicht als selbstverständlich voraus, sondern versucht, ihm diese Selbstverständlichkeit und Natürlichkeit zu nehmen. Ziel der „archäologischen“ Arbeit ist es, hervortreten zu lassen, dass es keineswegs selbstredend ist, dass „das Verlangen, die Begehrlichkeit, das sexuelle Verhalten der Individuen sich in einem Sexualität genannten Wissens- und Normalitätssystem ineinander fügen.“
In der volonté de savoir Foucaults wird eine wachsende und sich ihrem Objekt immer konkreter nähernde Zahl von Diskursen menschliches Idealverhalten beschrieben und normiert.

## Band 1: Der Wille zum Wissen
Der erste Band Der Wille zum Wissen wurde von Foucault als Ankündigungs- und Eröffnungsschrift für spätere Untersuchungen konzipiert. Inhaltlicher Ausgangspunkt ist dabei die Kritik – hier zu verstehen im Sinne eines kritischen (Be-)Fragens und nicht als pauschale Ablehnung – an der „Repressionshypothese“.

### Kritik an der Repressionshypothese
Foucault führt das, was er als Repressionshypothese bezeichnet, ein als „Diskurs über die moderne Unterdrückung“ der Sexualität in den modernen, bürgerlichen Gesellschaften. Diese – im alltäglichen Wissen recht geläufige – Annahme nimmt er nun zum Anlass, einmal genauer hinzusehen.
In der Folge nennt er zunächst drei bedeutsame Fragen, die sich vor dem Hintergrund der Hypothese der Unterdrückung, Untersagung sowie dem (vermeintlichen) „großen Schweigen“ rund um die moderne Sexualität stellen: Erstens, ob diese Unterdrückung tatsächlich historisch evident sei. Zweitens, die Frage nach der Funktionsweise von Macht in modernen Gesellschaften. Daran geknüpft sind Foucaults Zweifel, ob Macht in modernen Gesellschaften tatsächlich in erster Linie als Unterdrückungsmacht funktioniere. Drittens, ob ein vorgebrachter kritischer Diskurs gegen die Repression als solcher eingeordnet werden sollte, oder ob ein solcher Widerstand nicht Teil desselben historischen Zusammenhangs sei, „wie das, was er anklagt (und zweifellos entstellt), indem er es als Unterdrückung bezeichnet“. Es geht Foucault also darum, den Diskurs über die moderne Unterdrückung der Sexualität in einem allgemeineren, globalen Machtzusammenhang anzusiedeln.
Um seine Sicht der Dinge darzulegen, sieht es Foucault daher zunächst als notwendig an, „die Analyse von jenen Privilegien [zu] lösen, die man gewöhnlich der Ökonomie der Knappheit und den Prinzipien der Verknappung einräumt“. Stattdessen müssten die produktiven Funktionen des Diskurses, der Macht und des Wissens (der Wahrheit) in den Blick genommen werden. Die damit angesprochene Umwendung erlaubt es Foucault, sowohl von einer „Anreizung zu Diskursen“ als auch von einer „Einpflanzung von Perversionen“ im Kontext der Herausbildung des Konzeptes einer modernen Sexualität zu sprechen.

#### Die Anreizung zu Diskursen
Konkret stellt Foucault etwa ab dem 17. Jahrhundert bezeichnende Veränderungen auf der Ebene der Diskurse über die Sexualität fest. Er spricht von Mechanismen des „zunehmenden Anreizes“ sowie von einer „diskursiven Explosion“, die rund um die moderne Sexualität zünde. Obgleich das Vokabular eine „polizeiliche“ Säuberung erfahren habe, sei die damit einhergehende sexuelle Diskretion letztlich zweitrangig – insofern sie bloß ein Mittel sei, durch welches hindurch die Macht sich gesellschaftlich akzeptierbar mache.

#### Die Einpflanzung von Perversionen
Weiterhin spricht Foucault von einer „Einpflanzung vielfältiger Perversionen“. Diese komme speziell ab dem 19. Jahrhundert zu tragen und manifestiere sich zunächst in „einer zentrifugalen Bewegung gegenüber der heterosexuellen Einehe.“ Entgegen der jahrhundertelangen Handhabung in den traditionellen Codes für sexuelle Praktiken (kanonisches Recht, christliche Pastoraltheologie sowie das alte Zivilrecht) richte die Macht ihr Interesse nun weniger auf das heterosexuelle Ehepaar, als vielmehr auf „sexuelle Abweichler“. Für Foucault sind es Kinder, Irre, Kriminelle, Homosexuelle und transgeschlechtliche Personen, die nun mitsamt ihrer Sexualität ans Licht gezerrt und verhört werden. Gleichzeitig hämmere die Macht den Körpern diese Identitäten ein und verschaffe sich, indem sie den Individuen (Selbst-)Erkennungstechniken an die Hand gebe, Zugang zum Körper.